# Penguin Island (Marlborough)
Penguin Island ist eine kleine Insel östlich von Rangitoto ki te Tonga/D’Urville Island, in der Region Marlborough vor der Südinsel von Neuseeland.

## Geographie
Penguin Island befindet sich rund 125 m östlich des mittleren Teils der Insel Rangitoto ki te Tonga/D’Urville Island. Die Insel erstreckt sich bei einer Flächenausdehnung von rund 0,5 Hektar über eine Länge von rund 115 m in Westsüdwest-Ostnordost-Richtung und einer maximalen Breite von rund 85 m in Nord-Süd-Richtung. Die maximal 10 m hohe Insel ist mit Buschwerk und Bäumen bewachsen.